# منتومحات

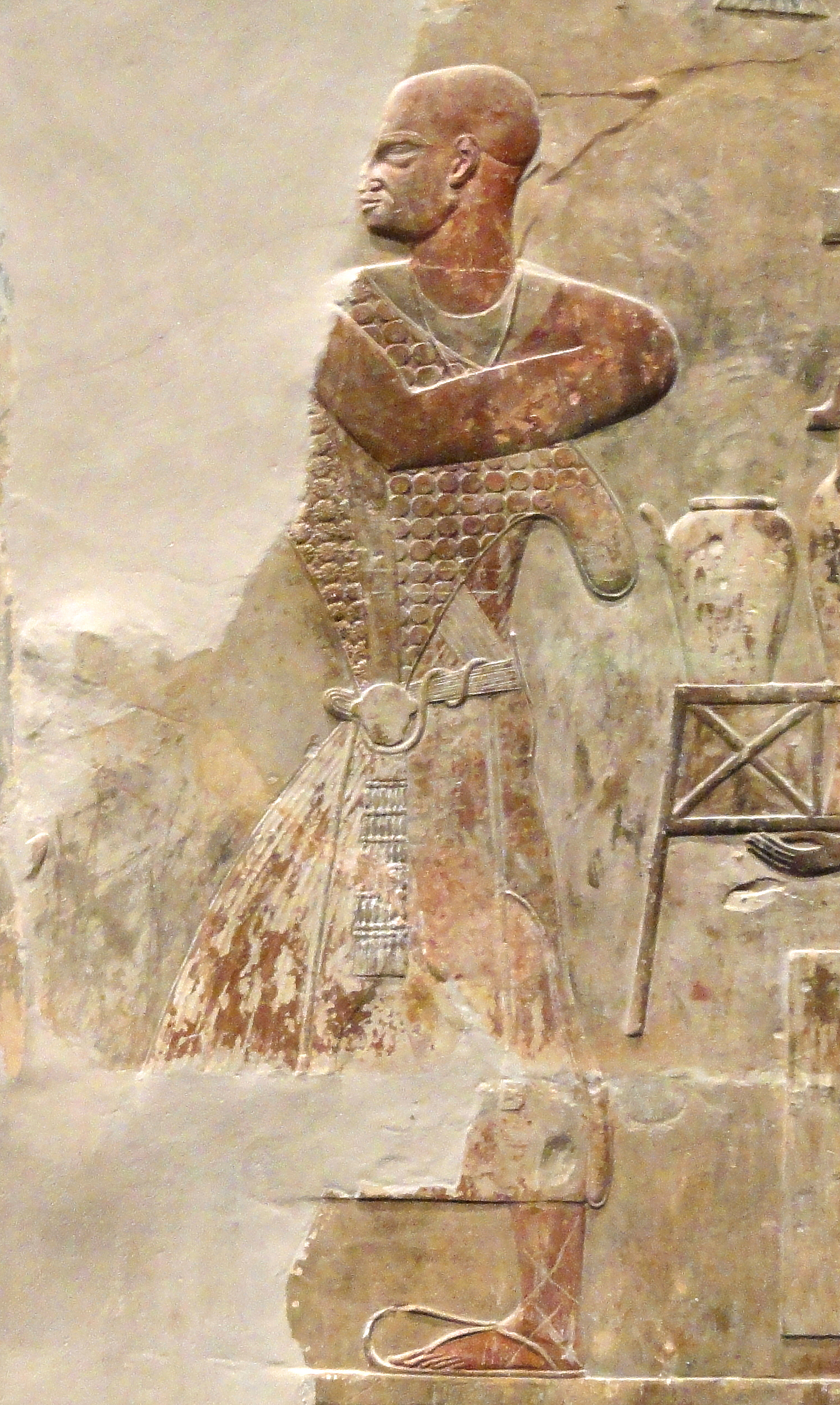
منتومحات، طيبة، أواخر الأسرة الخامسة والعشرين إلى أوائل الأسرة السادسة والعشرين، 665-650 قبل الميلاد - متحف نلسون أتكنز للفنون

منتومحات أو مونتومحات (حوالي 700 قبل الميلاد - 650 قبل الميلاد) كان مسؤولًا غنيًا وقويًا في طيبة من مصر القديمة عاش خلال الأسرة الخامسة والعشرين في مصر والأسرة السادسة والعشرين في مصر. كان رابع كاهن لآمون في طيبة.
وهو معروف من العديد من التماثيل وقد دُفن في مقبرة تي تي 34 بمقبرة طيبة.

## تاريخ

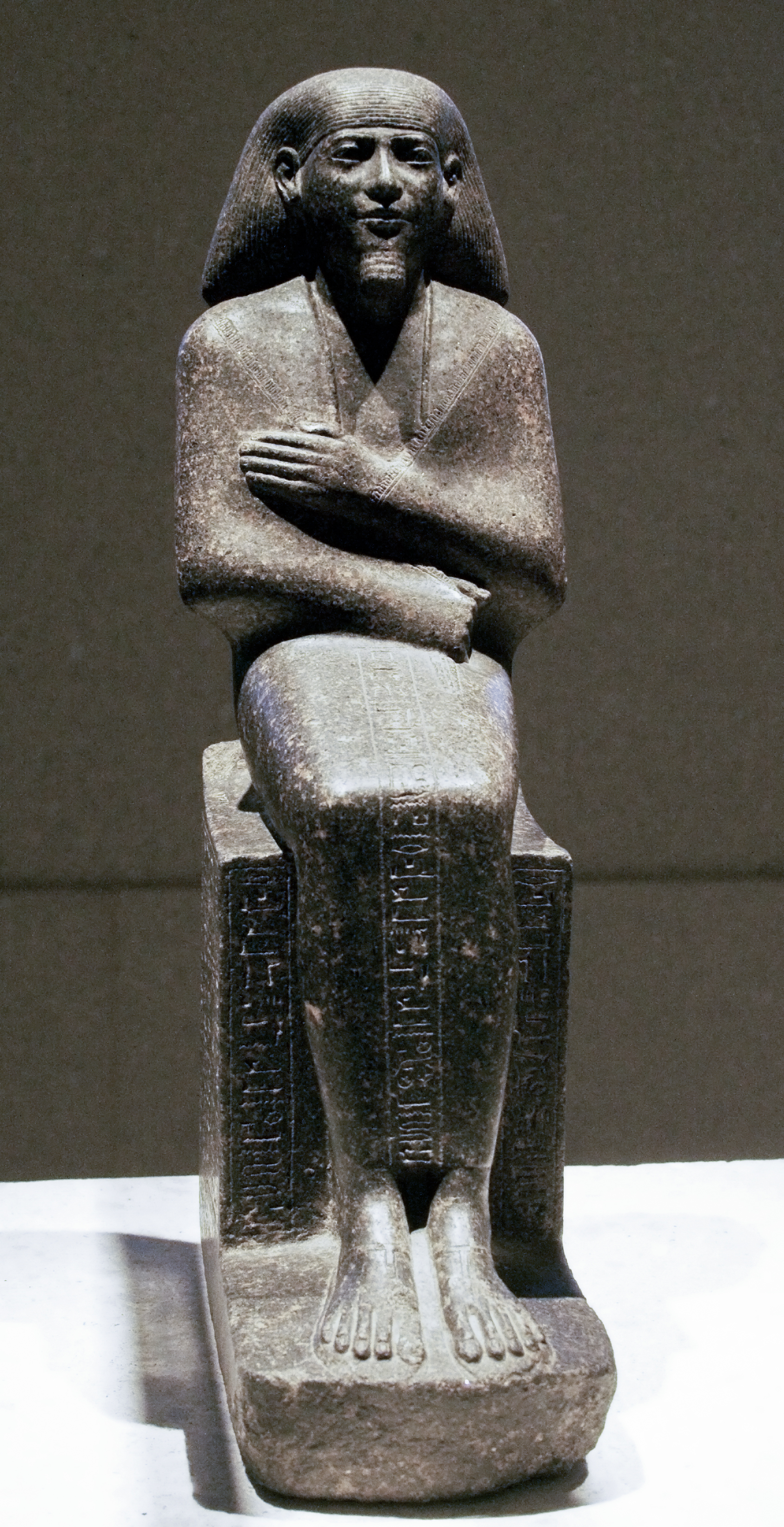
صورة لمنتومحات جالسًا في متحف برلين الجديد

من المحتمل أن يكون والد منتومحات قد شغل منصب عمدة طيبة في عهد شبتكو. نقل والد منتومحات، نسبتاح، منصب عمدة طيبة إلى ابن أخيه ريماخيرو، ثم إلى منتومحات نفسه. خدم منتومحات في عهدي طهارقة وبسماتيك الأول، اللذين يغطيان أجزاء من الأسرة الخامسة والعشرين في مصر والأسرة السادسة والعشرين في مصر.
عندما وصل تنوت أماني إلى السلطة، حاول استعادة الأراضي المفقودة في الوجه البحري، والتي هاجمها، واستولى على منف وقتل التابع الآشوري نخاو الأول في هذه العملية. ثم هاجم آشوربانيبال مصر، وهزم تنوت أماني بالقرب من منف الذي فر بعد ذلك إلى طيبة، لكن الآشوريين تبعوه هناك. فر تنوت أماني إلى الجنوب، بينما نهب الآشوريون طيبة. بعد هذه الحلقة، أصبحت طيبة كيانًا مستقلاً إلى حد ما تحت حكم رئيس البلدية منتومحات. كان من الممكن أن يحكم منتومحات وزوجة إله طيبة شبنؤبت الثانية.
عندما جاء بسماتيك إلى العرش، تفاوض على صفقة في السنة 9 حيث تبنت شبنؤبت الثانية ابنة بسماتيك نيتوكريس الأولى. وكان هذا التفاوض كان سيشرف عليه منتومحات. تم إحياء ذكرى هذه الأحداث في سلسلة من النقوش البارزة في معبد موت. يسرد لوح تبني نيتوكريس العروض التي قدمها منتومحات وابنه نسبتاح وزوجته وادجيرينيس.

### بورتريه
كان منتومحات رئيس بلدية ثريًا وقويًا وكاهن طيبة وحاكم مصر العليا أعاد بناء المدينة بعد أن دمرها الآشوريون. من المرجح أن سلطة منتومحات على طيبة هي التي ألهمته لتصوير نفسه على أنه ملك مصري في تمثاله، كما لو كان ملكًا لمصر - وفي حالة مصر العليا، كان الأمر كذلك. احتاج الملوك المصريون للظهور كحاكم وإله على حد سواء وكانوا مكلفين بالحفاظ على الاستقرار داخل المملكة. وهكذا كان يُصوَّر الملوك المصريون دائمًا على أنهم هادئون، مثل النيل، ولذا تبنى منتوحيت مثل هذا الشكل في صورته الشخصية. صنعت جميع تماثيل منتومحات على طراز المملكة المصرية القديمة.

## العائلة

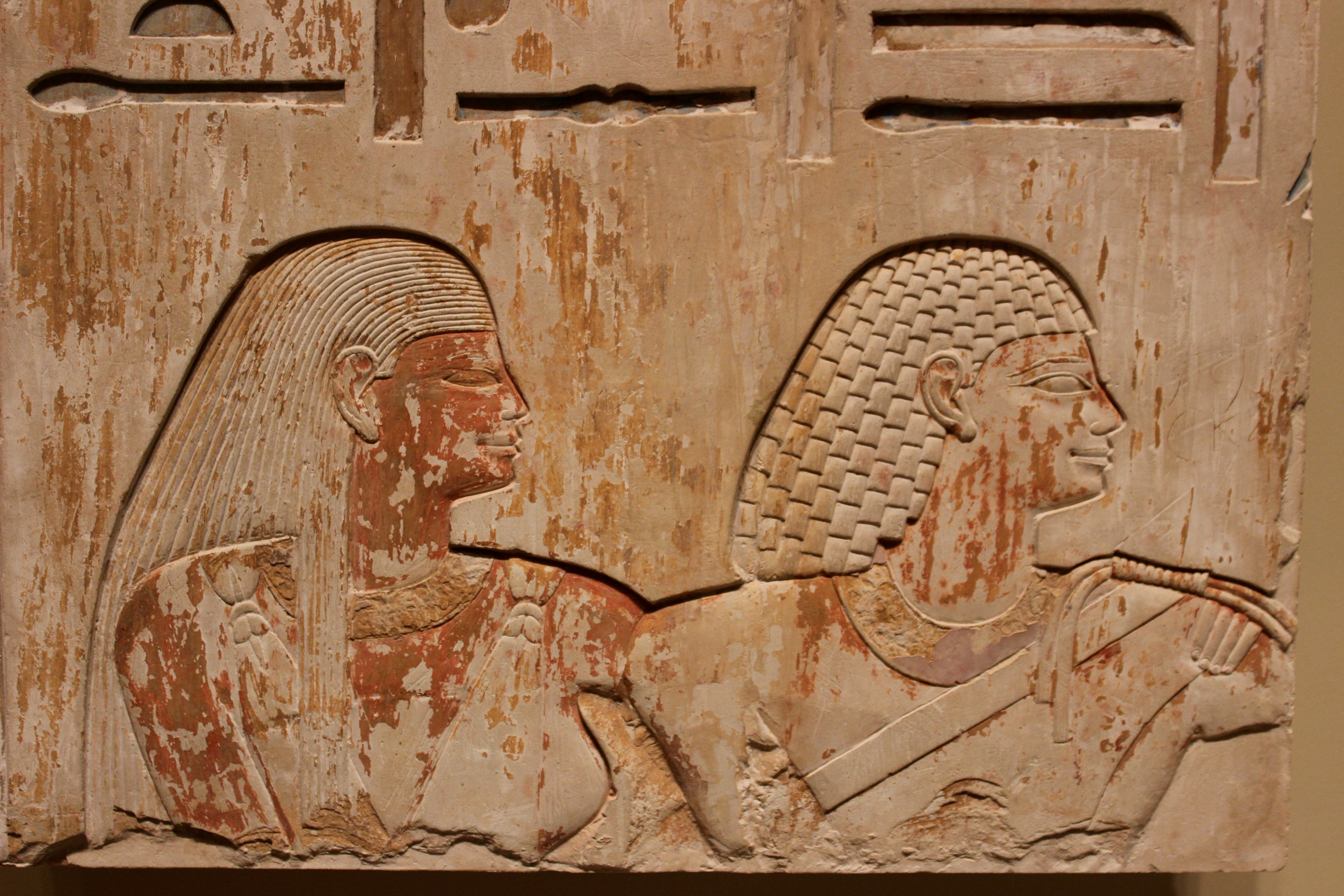
شبنموت ومنتومحات (متحف الفن في سياتل)

منتومحات هو ابن نسبتاح (ع)، ثالث نبي آمون ورئيس بلدية طيبة، واستمخب (ج).

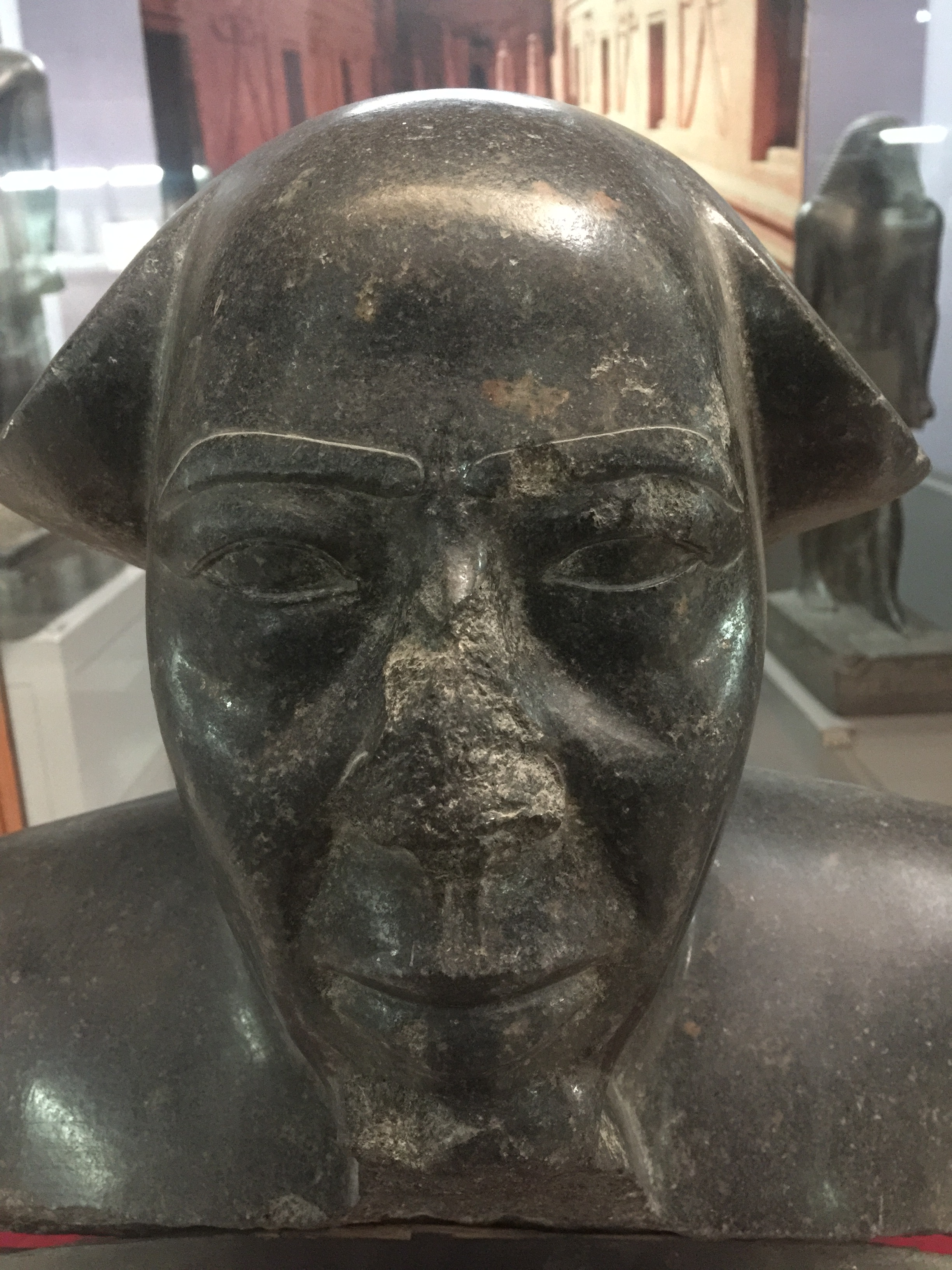
منتومحات، طيبة، المتحف المصري

كان لمنتومحات ثلاث زوجات: نسخنسو وشبنموت ووزارنس.

### نسخنسو
كانت نسخنسو:356 الزوجة الأولى لمنتومحات. كانت والدة الابن الأكبر وريثة نسبتاح (ب).

### شبنموت
كانت شبنموت:356 (شبيتنموت) الزوجة الثانية لمنتومحات. كانت أم لابن يُدعى أيضًا نسبتاح. تم تصوير شبنموت في قبر منتومحات (TT34). يظهر شبنموت ومنتومحات جالسين على كرسي واحد قبل مائدة قرابين. كلاهما يمدون أذرعهم نحو القرابين. يصور شبنموت بشعر مستعار طويل ثلاثي الأطراف وياقة عريضة. يعتبر الرسم نموذجيًا للأسرة الخامسة والعشرين.

### وزارنس

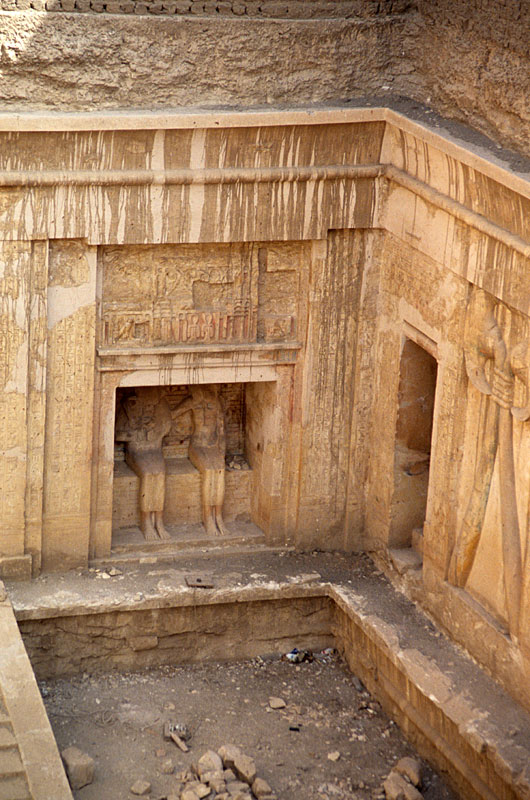
تماثيل جالسة لمنتومحات ووادجيرينيس في TT34

وزارنس، لاعب سيستروم من آمون-رع. كانت زوجة نوبية، ابنة ابن الملك حار وحفيدة بغنخي. يظهر اسم والدها على طاولة قرابين وجدت في المحكمة الأولى في TT34. يظهر نقش في القبر يسمي والدتها سيدة المنزل والسيدة النبيلة شبنموت. يبدو أن والدة وزارنس امرأة مصرية. كان لوزارنس ومنتومحات ابن اسمه باشر إنموت.